# Gunung Tengku Dijawa
Gunung Tengku Dijawa är ett berg i Indonesien.   Det ligger i provinsen Aceh, i den västra delen av landet, 1 700 km nordväst om huvudstaden Jakarta. Toppen på Gunung Tengku Dijawa är 966 meter över havet.
Terrängen runt Gunung Tengku Dijawa är lite bergig, och sluttar västerut.Runt Gunung Tengku Dijawa är det mycket glesbefolkat, med 2 invånare per kvadratkilometer. I omgivningarna runt Gunung Tengku Dijawa växer i huvudsak städsegrön lövskog.